# Die Tomorrow
| Оценки критиков | Оценки критиков |
| Источник        | Оценка          |
| --------------- | --------------- |
| AllMusic        | без оценки      |
| Terrorizer      | [ 4 ]           |
| Laut.de         | [ 5 ]           |
| Metal.de        | [ 6 ]           |
| Metal1.info     | [ 7 ]           |

Die Tomorrow — третий студийный альбом немецкой группы Lord Of The Lost, выпущенный 31 августа 2012 года на звукозаписывающем лейбле Out of Line Records.

## Об альбоме
Материал пластинки начал исполняться вживую с февраля 2012 года. На несколько песен: «Die Tomorrow», «See You Soon», «Credo» были сняты видеоклипы. Релиз дошёл до 9 места немецкого хит-парада.

## Список композиций
CD 1:
| №                   | Название                            | Длительность |
| ------------------- | ----------------------------------- | ------------ |
| 1.                  | «Live Today»                        | 3:18         |
| 2.                  | «Die Tomorrow»                      | 3:05         |
| 3.                  | «Black Lolita»                      | 3:24         |
| 4.                  | «Blood For Blood»                   | 4:03         |
| 5.                  | «Never Let You Go»                  | 4:14         |
| 6.                  | «Shut Up When You're Talking To Me» | 3:47         |
| 7.                  | «Heart For Sale»                    | 3:47         |
| 8.                  | «From Venus To Mars»                | 4:08         |
| 9.                  | «See You Soon»                      | 4:32         |
| 10.                 | «My Heart is Black»                 | 6:19         |
| 11.                 | «Your Victories»                    | 3:20         |
| 12.                 | «Credo»                             | 4:26         |
| Общая длительность: | Общая длительность:                 | 48:23        |

## Клипы
- «Die Tomorrow» (2012)
- «See You Soon» (2013)
- «Credo» (2014)

## Позиции в чартах
| Страна   | Позиция |
| -------- | ------- |
| Германия | 33      |